# Irja Ketonen

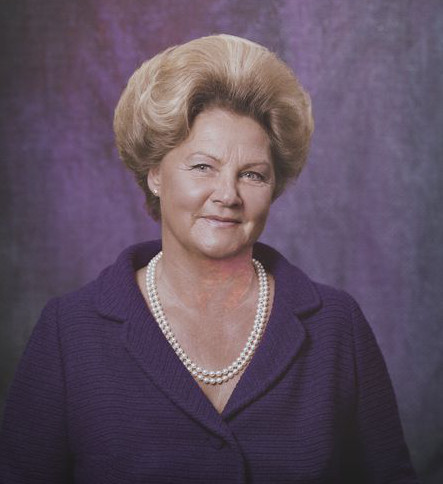
Irja Ketonen 1981.

Irja Helena Ketonen, född 20 juni 1921 i Åbo, död där 17 november 1988, var en finländsk journalist och företagsledare. 
Ketonen anställdes i lägre tonåren som bud på tidningen Turun Sanomat i Åbo och ingick 1941 äktenskap med dess dåvarande ägare, Arvo Ketonen. Vid hans frånfälle 1948 blev Ketonen verkställande direktör, men tvingades avgå redan efter ett halvår på grund av styrelsens negativa inställning till henne. Därefter följde flera långdragna rättsprocesser angående arvet efter maken, men eftersom hans testamente föreskrev att hon skulle erbjudas en lämplig anställning på tidningen fick hon bli redaktionschef. År 1955 återkom hon på posten som verkställande direktör samt blev även styrelseordförande. Det var på hennes initiativ som tidningen 1961 förklarades obunden. Hon tilldelades bergsråds titel 1980.